# Dammyrtjärnen (Råneå socken, Norrbotten)
Dammyrtjärnen är en sjö i Bodens kommun i Norrbotten och ingår i Råneälvens huvudavrinningsområde.